# İmamqulukənd
İmamqulukənd è un comune dell'Azerbaigian situato nel distretto di Qusar. Conta una popolazione di 2 798 abitanti.